# عريب (مكيراس)

تعديل مصدري - تعديل

عريب هي إحدى قرى عزلة مكيراس بمديرية مكيراس التابعة لمحافظة البيضاء، بلغ تعداد سكانها 1456 نسمة حسب تعداد اليمن لعام 2004.